# Turnês de Iron Maiden

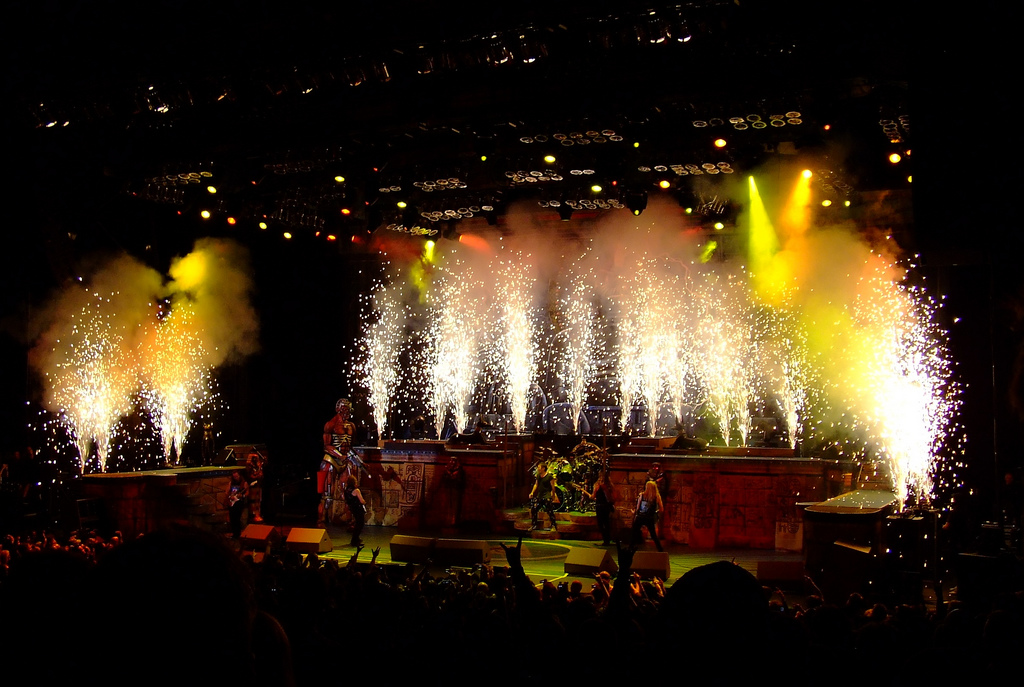
Iron Maiden em show da turnê Somewhere Back in Time em 2008

Iron Maiden é uma banda britânica fundada em 1975 pelo baixista Steve Harris em East London, Inglaterra. Desde de 1980 a banda possui uma longa história de turnês em diversas partes do mundo, passando por todos os continentes. Seus principais shows começaram na Europa, com Steve Harris (baixo), Paul Di'Anno (vocal), Dave Murray (guitarra), Dennis Stratton (guitarra) e Clive Burr (percussão), eles foram banda de apoio no Metal for Muthas Tour, sua primeira turnê, que seria para a criação de um álbum homônimo. Durante a turnê Iron Maiden Tour referente a primeiro álbum, considerado sua primeira turnê verdadeira, Dennis Stratton saiu da banda e foi substituído por Adrian Smith, que permanecerá até 1990. Na próxima turnê, em 1981, chamada Killer World Tour, o vocalista Paul Di'Anno saiu e Bruce Dickinson entrou em seu lugar.
Sua próxima turnê seria The Beast on the Road iniciada em 1982, logo após seu álbum de mais bem sucedido em vendas, The Number of the Beast, o último show dessa turnê foi o último com o baterista Clive Burr que saiu por problemas de saúde, tendo Nicko McBrain como substituto. Essa nova formação fez diversas turnês, entre elas World Slavery Tour que foi a turnê mais duradoura e a primeira no Brasil, onde fez show no Rock in Rio em 1985, com público de 200 mil pessoas. A última turnê com essa formação foi Seventh Tour of a Seventh Tour em 1988, com a saída de Adrian Smith e um show de despedida em Londres.
Após a saída do guitarrista, entra Janick Gers para substituí-lo. Essa formação gravam o disco No Prayer for the Dying e Fear of the Dark e fazem três turnês, duas dos álbuns e, pela primeira vez, em 1993, uma turnê própria referente a um álbum ao vivo, a Real Live Tour. Essa turnê também foi marcada pela saída do vocalista Bruce Dickinson com direito a uma despedida no final.
O novo vocalista Blaze Bayley ficou com a banda por 6 anos, gravando dois álbuns (The X Factor e Virtual XI) e fez duas turnês com a banda: The X Factour e Virtual XI World Tour. Em 1999 é anunciada a volta de Bruce Dickinson e Adrian Smith, que pediu para Janick Gers ficar, porém Bayley deixou a banda. Assim, o Iron ficou com sua formação atual e mais duradoura. Fazendo 9 turnês (sendo que uma começa só em junho de 2012).

## Turnês

### Anos 80
| Ano | Nome                   | Partes | Número de shows | Álbum                        | Formação |
| --- | ---------------------- | --- | --------------- | ---------------------------- | --- |
| 1980 | Metal for Muthas Tour  | 1 de fevereiro – 27 de março (Reino Unido) | 11              | Metal for Muthas             | - Steve Harris - Paul Di'Anno - Dave Murray - Dennis Stratton - Clive Burr                                                                 |
| Considerada a primeira turnê da banda e com menos de 2 meses de duração, Metal for Muthas Tour foi extremamente importante para a carreira da banda, dentre um dos fatores está o fato de o Iron Maiden abrir um show do Judas Priest. A turnê teve participação de outros nomes da New Wave of British Heavy Metal como Motörhead, Samson e Saxon e foi feita para uma compilação chamada Methal for Muthas. Foi uma turnê apenas pelo Reino Unido e nela, a banda já estava se entrosando com a entrada de Dennis e conseguiram fazer 19 shows nesse pequeno tempo. |                        | |                 |                              | |
| 1980 | Iron Maiden Tour       | 1 de abril – 13 de outubro (Europa) 21 de novembro - 21 de dezembro (Inglaterra) | 102             | Iron Maiden                  | - Steve Harris - Paul Di'Anno - Dave Murray - Dennis Stratton (Parte europeia) - Adrian Smith (Parte inglesa) - Clive Burr                 |
| Primeira turnê da banda, além de ser a primeira turnê a ter shows fora do Reino Unido, passando por diversos países europeus. Haveria 2 shows em Portugal, porém ambos foram cancelados. Inicialmente, tocou no Reino Unido, porém dessa vez participou de grandes eventos como o Reading Festival onde foi a atração da noite. No fim de agosto começam os shows no resto da Europa, eles abrem um show do Kiss e participam do Open Air Festival em Frankfurt. Em novembro eles retornam à Inglaterra com o novo guitarrista: Adrian Smith. No último show eles gravaram seu primeiro vídeo, um especial de natal chamado Live at the Rainbow. O show não era muito diferente dos anteriores, a não ser o mascote Eddie, que era uma pessoa fantasiada com a máscara que entrava durante a música "Iron Maiden".                                                                               |                        | |                 |                              | |
| 1981 | Killer World Tour      | 17 de fevereiro – 3 de maio (Europa) 21 de maio – 24 de maio (Japão) 3 de junho – 2 de agosto (América do Norte) 15 de agosto – 23 de dezembro(Europa) | 115             | Killers                      | - Steve Harris - Paul Di'Anno (Até 10 de setembro) - Bruce Dickinson (A partir de 26 de outubro) - Adrian Smith - Dave Murray - Clive Burr |
| Após 1,5 meses do fim do "Iron Maiden Tour", inicia o "Killer World Tour", dessa vez com mais variedade músicas que a anterior, sendo uma delas Another Life, marcada pelo solo de bateria de Clive Burr. A primeira vez de Adrian tocando na Europa com a banda, além de ser a primeira vez da banda nos Estados Unidos, Canadá e Japão. Na parte japonesa houve 4 shows que deram origem ao EP Maiden Japan. Na parte americana o Iron, na maioria das vezes, tocou como banda de abertura, porém foi atração principal de alguns shows. A "Donzela" começava a fazer sucesso fora da Europa. Após alguns conflitos, Paul Di'Anno foi expulso, entrando em seu lugar Bruce Dickinson, que cantou em seu primeiro show no dia 26 de outubro, em Bolonha, Itália. O último show da turnê, dia 23 de dezembro, foi um show secreto no aniversário de Dave Murray.                                 |                        | |                 |                              | |
| 1982 | The Beast on the Road  | 25 de fevereiro – 1 de maio(Europaa) 11 de maio – 18 de agosto (América do Norte) 25 de agosto - 28 de agosto (Inglaterra) 1 de setembro - 23 de outubro (Estados Unidos) 7 de novembro – 21 de novembro (Austrália) 26 de novembro – 10 de dezembro(Japão)                                                | 182             | The Number of the Beast      | - Steve Harris - Bruce Dickinson - Dave Murray - Adrian Smith - Clive Burr                                                                 |
| A turnê foi marcada pela mudança de vocal, contendo os primeiros shows de Bruce Dickinson fora de Europa. Começou na Inglaterra, depois para Europa, onde abriu o show da turnê Blackout Tour do Scorpions. Depois, nos Estados Unidos, abriu shows do Rainbow de sua turnê Straight Between the Eyes, shows do 38 Special, shows do Scorpion novamente e shows do Judas Priest na turnê Screaming for Vengeance. Dia 28 de Agosto, tocaram no Reading Festival. Após os shows na América do Norte, foram pela primeira vez na Austrália e encerraram a turnê no Japão. Foi nessa turnê que o Eddie passou a ser o boneco gigante, também, durante a turnê, o Iron Maiden foi acusado de ser satânico, ganhando espaço na mídia. Ao serem chamados de satânicos, fizeram questão de deixar a decoração mais "demoníaca". O último show da turnê, também foi o último com o baterista Clive Burr. |                        | |                 |                              | |
| 1983 | World Piece Tour       | 2 de maio– 12 de junho (Europa) 21 de junho – 25 de outubro (América do Norte) 5 de novembro – 18 de dezembro (Europa) | 134             | Piece of Mind                | - Steve Harris - Bruce Dickinson - Dave Murray - Adrian Smith - Nicko McBrain                                                              |
| Essa foi uma turnê muito importante pra banda, além de ser a primeira com o atual baterista Nicko McBrain, que se adaptou facilmente à banda, tocando músicas dos álbuns anteriores, e a primeira vez que o Bruce Dickinson cantou fora da Europa, foi a primeira turnê em que o Iron Maiden foi a banda principal de todos os shows. No último show, eles "mataram" o Eddie ao vivo, Dave até quebrou uma guitarra nele. Essa turnê foi para o Iron, a porta do sucesso. Nessa turnê, foi introduzida pirotecnia nos shows da banda e o Eddie, maior que nos outros shows, aparecia atrás da bateria. |                        | |                 |                              | |
| 1984–1985 | World Slavery Tour     | 9 de agosto – 14 de novembro 1984(Europa) 24 de novembro 1984 – 7 de janeiro 1985 (América do Norte) 11 de janeiro 1985 (Brasil - Rock in Rio) 14 de janeiro - 31 de março (América do Norte) 14 de abril – 25 de abril(Japão) 2 de maio - 10 de maio (Austrália) 23 de maio – 5 de julho (Estados Unidos) | 190             | Powerslave                   | - Steve Harris - Bruce Dickinson - Dave Murray - Adrian Smith - Nicko McBrain                                                              |
| A maior turnê da banda, não só em extensão, mas também na setlist, com até 20 músicas. Os shows traziam a decoração egípcia do álbum Powerslave para os palcos. Dessa vez, o Eddie era uma grande múmia que saia de um sarcófago atrás da bateria e anda no palco durante a música "Powerslave ", na qual Bruce cantava usando uma máscara de faraó. A parte norte-americana da turnê foi interrompida para a primeira apresentação da banda na América do Sul, na primeira edição do Rock in Rio, em 1985, com um recorde de audiência da banda na época (200 mil pessoas) e que permaneceu por muito tempo. Algumas músicas foram gravadas em vídeo para o álbum Live After Death. |                        | |                 |                              | |
| 1986–1987 | Somewhere On Tour      | 10 de setembro – 18 de dezembro 1986(Europa) 7 de janeiro – 2 de maio 1987 (América do Norte) 11 de maio - 21 maio (Japão) | 151             | Somewhere in Time            | - Steve Harris - Bruce Dickinson - Dave Murray - Adrian Smith - Nicko McBrain                                                              |
| Mais uma turnê mundial do Iron, porém menor do que a anterior. Os shows eram decorados com temas futurísticos e o Eddie com aparência futurística aparecia duas vezes, primeiro um boneco gigante andando no palco e depois apenas uma grande cabeça em cima da bateria e dois braços, um de cada lado do palco. |                        | |                 |                              | |
| 1988 | 7th Tour of a 7th Tour | 28 e 29 de abril(Alemanha) 8 de maio – 10 de agosto (América do Norte) 18 de agosto - 5 de outubro (Europa) 18 de novembro – 12 de dezembro(Reino Unido) | 102             | Seventh Son of a Seventh Son | - Steve Harris - Bruce Dickinson - Dave Murray - Adrian Smith - Nicko McBrain                                                              |
| Uma turnê mundial pequena. Teve show no festival Monsters of Rock. Muitas bandas famosas abriram seus shows, como Guns N' Roses, Megadeth e Helloween. A decoração do palco era azul claro e o Eddie estava como na capa do álbum. Os shows em Birmingham na Inglaterra foram gravados para o lançamento do álbum Maiden England em 1998. No último show, houve uma despedida do Adrian Smith que fez sua última turnê com o Iron Maiden antes de voltar em 1999. |                        | |                 |                              | |

### Anos 90
| Ano | Nome                  | Partes | Número de shows | Álbum                   | Formação                                                                                    |
| --- | --------------------- | --- | --------------- | ----------------------- | ------------------------------------------------------------------------------------------- |
| 1990–1991 | No Prayer on the Road | 19 de setembro – 18 de outubro 1990 (Reino Unido) 21 de outubro - 22 de dezembro 1990 (Europa) 13 de janeiro – 19 de março 1991 (América do Norte) 28 de março – 5 de abril (Japão) 29 de junho – 21 de setembro (Europa)                                                                                   | 107             | No Prayer for the Dying | - Steve Harris - Bruce Dickinson - Dave Murray - Janick Gers - Nicko McBrain                |
| Essa foi a primeira turnê com o novo e atual guitarrista Janick Gers, que agitava muito os shows. O palco era mais simples em relação às turnês anteriores e nessa turnê o Eddie ficava mais tempo no palco "brincando com Janick Gers". |                       | |                 |                         |                                                                                             |
| 1992 | Fear of the Dark Tour | 3 de junho – 5 de junho (Inglaterra e Islândia) 8 de junho – 17 de julho (América do Norte) 23 de julho - 4 de agosto (América do Sul) 15 de agosto – 19 de setembro (Europa) 26 de setembro – 10 de outubro (América Latina) 20 de outubro – 23 de outubro (Oceania) 26 de outubro – 4 de novembro (Japão) | 65              | Fear of the Dark        | - Steve Harris - Bruce Dickinson - Dave Murray - Janick Gers - Nicko McBrain                |
| A turnê Fear of the Dark Tour foi uma das mais expressivas até então, sendo a primeira vez da banda em muitos países, como Islândia, México, Argentina, Nova Zelândia. Foi a segunda vez do Iron Maiden no Brasil, passando por São Paulo, Rio de Janeiro e Porto Alegre. O palco estava mais elaborado que da última turnê, com um Eddie inflável em forma de árvore atrás da bateria. O show no Chile ficou famoso, pois este foi cancelado pela Igreja Católica que considerava a banda "satânica". A banda, novamente, tocou no festival Monsters of Rock, onde, em Donington, Adrian Smith se juntou a eles para tocar a música "Running Free". Esse show foi gravado e lançado no álbum Live at Donington. Outros shows também saíram no álbum A Real Live One que seria motivo para uma próxima turnê. |                       | |                 |                         |                                                                                             |
| 1993 | Real Live Tour        | 25 de março – 5 de junho (Europa) 27 e 28 de agosto (Inglaterra) | 45              | A Real Live One         | - Steve Harris - Bruce Dickinson - Dave Murray - Janick Gers - Nicko McBrain                |
| Essa foi uma turnê curta, passando apenas por países europeus. É considerada uma turnê feita apenas para a despedida de Bruce, que fazia sua última turnê no Iron Maiden antes de voltar em 1999. Pode-se dizer que foi uma extensão da turnê anterior, a decoração e a setlist praticamente não sofreu alteração. O último show ocorreu em Londres e lançado em vídeo chamado Raising Hell,foi uma mistura de show de heavy metal e mágica, com a participação do ilusionista Simon Drake. No fim do show, Simon "matou" Bruce, que tinha acabado de fazer seu último show antes de sua saída. |                       | |                 |                         |                                                                                             |
| 1995–1996 | The X Factour         | 28 de setembro – 12 de outubro 1995 (África e Oriente Médio) 14 de outubro 1995 – 2 de fevereiro 1996 (Europa) 8 de fevereiro – 5 de abril (América do Norte) 11 de abril – 18 abril (Japão) 22 de junho – 17 de agosto (Europa) 24 de agosto – 7 de setembro (América Latina)                              | 128             | The X Factor            | - Steve Harris - Blaze Bayley - Dave Murray - Janick Gers - Nicko McBrain                   |
| A primeira turnê com Blaze Bayley no vocal começou em Israel, sendo a primeira vez da banda lá, passando pela África do Sul, onde também foi sua primeira vez. Eles participaram do Monsters of Rock Festival no Estádio do Pacaembu em São Paulo. O Eddie, assim como na capa do álbum, estava mais humanizado com aparições durante o show, assim como nas últimas turnês, entretanto, algo que diferencia esta da turnê anterior foram os efeitos no palco, que está mais expressivo agora. |                       | |                 |                         |                                                                                             |
| 1998 | Virtual XI World Tour | 22 de abril – 30 de maio (Europa) 26 de junho – 9 de agosto (América do Norte) 4 de setembro – de outubro (Europa) 17- 26 de outubro (Reino Unido) 18 – 22 de novembro (Japão) 2 – 12 de dezembro (América do Sul)                                                                                          | 81              | Virtual XI              | - Steve Harris - Blaze Bayley - Dave Murray - Janick Gers - Nicko McBrain                   |
| Essa turnê foi marcada pelos diversos cancelamentos nos Estados Unidos por causa de uma alergia contraida por Blaze. Na parte europeia, a banda Helloween abriu vários shows, porém as vendas foram menores que nas turnês anteriores. No Brasil, o show no Rio de Janeiro acabou durante o intervalo por causa dos protestos contra Blaze e o calor do local. O palco era uma mistura de elementos futurísticos e apocalípticos, o Eddie aparecia vestindo uma camiseta de futebol escrito "Virtual" e "11" nas costas. Durante a música "Iron Maiden", surgia uma cabeça do Eddie em volta da banda e os braços do lado do palco, muito semelhante à turnê Somewhere on Tour. O último show da turnê foi na Argentina, no Monsters of Rock Festival, que também foi o último show de Blaze na banda.        |                       | |                 |                         |                                                                                             |
| 1999 | The Ed Hunter Tour    | 11 de julho – 11 de agosto (América do Norte) 9 de setembro - 1 de outubro (Europa) | 28              | Ed Hunter               | - Steve Harris - Bruce Dickinson - Dave Murray - Adrian Smith - Janick Gers - Nicko McBrain |
| A volta do Bruce e do Adrian, e a participação de três guitarristas, formando a atual formação da banda, foi a grande novidade desta curta turnê, que passou pela Europa e pela América do Norte apenas. System of a Down e Megadeth foram bandas que abriram alguns shows da turnê. O palco não estava muito diferente da turnê anterior. O Eddie era o mesmo da capa. Foi lançado um jogo denominado Ed Hunter tempo depois. Durante a turnê, infelizmente, ocorreram alguns imprevistos: Adrian Smith não pôde comparecer a 3 shows por causa da morte de seu pai e Dave Murray quebrou um dedo em Los Angeles, fazendo com que 3 shows fossem cancelados. |                       | |                 |                         |                                                                                             |

### Anos 2000
| Ano | Nome                              | Partes | Número se show | Álbum                      | Formação                                                                                    |
| --- | --------------------------------- | --- | -------------- | -------------------------- | ------------------------------------------------------------------------------------------- |
| 2000-2002 | Brave New World Tour              | 2 de junho – 23 de julho (Europa) 1 de agosto – 20 de setembro (América do Norte) 19 de outubro – 29 de outubro (Japão) 2 de novembro de 2000 – 7 de janeiro de 2001 (Reino Unido) 9 de janeiro – 19 de janeiro de 2001 (América Latina) 19 de março de 2002 – 21 de março de 2002 (Reino Unido)                 | 81             | Brave New World            | - Steve Harris - Bruce Dickinson - Dave Murray - Adrian Smith - Janick Gers - Nicko McBrain |
| Essa foi a primeira vez que a banda tocou fora da Europa e da América do Norte com a atual formação, na turnê do álbum que marcou essa formação. Brave New World Tour começou em 2000 no Festival des Artéfacs na frança indo até o ano seguinte no Rock in Rio, depois disso, a banda tocou mais 3 shows na Inglaterra para juntar fundos para uma campanha de combate à esclerose múltipla, doença desenvolvida pelo baterista Clive Burr cerca de 20 anos antes. Durante os shows, na música "Sign of the Cross", uma cruz descia no palco junto a Bruce que saía e cantava o primeiro verso. No show em Mannheim, Alemanha, Janick Gers caiu do palco, levando ao cancelamento de dois shows. O show do Rock in Rio foi gravado em áudio e vídeo e lançado no álbum Rock in Rio                                                      |                                   | |                |                            |                                                                                             |
| 2003 | Give Me Ed... 'Til I'm Dead Tour  | 23 de maio – 12 de julho (Europa) 21 de julho – 30 de agosto (América do Norte) | 55             | —                          | - Steve Harris - Bruce Dickinson - Dave Murray - Adrian Smith - Janick Gers - Nicko McBrain |
| Foi uma turnê de verão que a banda fez aproveitando os diversos festivais da época, entre eles estão o Rock Am Ring na Alemanha e o Download Festival na Inglaterra, para divulgar a coletânea Edward the Great e o DVD Visions of the Beast. O palco era decorado com imagens de vários álbuns e na set list teve uma novidade, a música "Wildest Dream" que só seria lançada no próximo álbum Dance of Death. A turnê foi marcada por um incidente em Nova York, o atropelamento de um funcionário por Nicko McBrain, que foi julgado e pegou pena leve meses depois. |                                   | |                |                            |                                                                                             |
| 2003–2004 | Dance of Death World Tour         | 19 de outubro – 21 de dezembro (Europa) 11 de janeiro – 17 de janeiro de 2004 (América do Sul) 20 de janeiro - 31 de janeiro (América do Norte) 5 de fevereiro – 8 de fevereiro (Japão) | 52             | Dance of Death             | - Steve Harris - Bruce Dickinson - Dave Murray - Adrian Smith - Janick Gers - Nicko McBrain |
| Essa foi uma turnê curta, sem muitos efeitos especiais, porém a decoração do palco estava muito elaborada. O palco em forma de castelo, com duas torres, apresentava telas representando as músicas da banda no meio. Outro destaque foi a iluminação, com um efeito pra cada música. Eddie agora aparecia nos shows como um ceifador, exatamente como na capa do álbum Dance of Death. O show de Westfalenhallen em Dortmund na Alemanha foi gravado e lançado no álbum Death on the Road. |                                   | |                |                            |                                                                                             |
| 2005 | Eddie Rips Up the World Tour      | 28 de maio – 9 de julho (Europa) 15 de julho – 20 de agosto (América do Norte) 26 de agosto – 2 de setembro (Reino Unido) | 42             | The Early Days             | - Steve Harris - Bruce Dickinson - Dave Murray - Adrian Smith - Janick Gers - Nicko McBrain |
| Foi uma turnê de verão, com uma setlist voltada aos 4 primeiros álbuns, devido ao lançamento do DVD The Early Days. A banda tocou no Ozzfest, e um fato marcante do festival nessa turnê foi quando a banda substitui o Black Sabbath e Sharon Osbourne, esposa de Ozzy Osbourne, jogou ovos na banda e desligou o amplificador no meio do show. |                                   | |                |                            |                                                                                             |
| 2006–2007 | A Matter of Life and Death Tour   | 4 de outubro – 21 de outubro (América do Norte) 25 de outubro – 31 de outubro (Japão) 9 de novembro– 23 de dezembro (Europe) 9 de março – 17 de março 2007 (EAU/Europa/Índia) 2 de junho – 24 de junho (Europa)                                                                                                  | 58             | A Matter of Life and Death | - Steve Harris - Bruce Dickinson - Dave Murray - Adrian Smith - Janick Gers - Nicko McBrain |
| Nessa turnê, o álbum A Matter of Life and Death foi tocado na íntegra. A banda passou pela primeira vez na Índia e nos Emirados Árabes Unidos. A banda tocou novamente no Download Festival em Donington, com um show transmitido ao vivo pela internet. |                                   | |                |                            |                                                                                             |
| 2008-2009 | Somewhere Back in Time World Tour | 1 de fevereiro – 16 de fevereiro (Ásia & Oceania) 19 de fevereiro – 16 de março(América do Norte e do Sul) 21 de maio – 21 de junho (América do Norte) 27 de junho – 19 de agosto (Europa) 10 de fevereiro – 22 de fevereiro 2009 (Europa/Ásia/Oceania) 25 de fevereiro – 2 de abril (América do Norte e do Sul) | 90             | —                          | - Steve Harris - Bruce Dickinson - Dave Murray - Adrian Smith - Janick Gers - Nicko McBrain |
| Essa foi a maior turnê da banda desde a World Slavery Tour de 1985. Ela passou por diversos países em todos os continentes, excetuando a África. A setlist era baseada nos álbuns dos anos 1980-1990, a decoração, assim como na turnê de 1985, era egípcia e o Eddie era um múmia. A banda passou duas vezes pelo Brasil, sendo que na segunda vez, no dia 15 de março de 2009 em São Paulo, foi registrado a maior audiência da banda em um show sem ser de um festival, com estimadas 63 mil pessoas. Nessa turnê, foi a primeira vez que a banda usou o Ed Force One, um Boeing 757 usado pela banda em suas turnês a partir de então, cada vez com um desenho diferente e muitas vezes pilotado pelo vocalista e piloto Bruce Dickinson. Durante essa turnê foi gravado o documentário Flight 666, contando o "making of" da turnê. |                                   | |                |                            |                                                                                             |

### Anos 2010
| Ano | Nome                           | Partes | Número de shows | Álbum              | Formação                                                                                    |
| --- | ------------------------------ | --- | --------------- | ------------------ | ------------------------------------------------------------------------------------------- |
| 2010-2011 | The Final Frontier World Tour  | 9 de junho – 20 de julho (América do Norte) 30 de julho – 21 de agosto (Europa) 11 de fevereiro – 10 de março 2011 (Rússia, Ásia & Oceania) 17 de março – 17 de abril (América do Norte e do Sul) 28 de maio – 6 de agosto (Europa)                                                   | 98              | The Final Frontier | - Steve Harris - Bruce Dickinson - Dave Murray - Adrian Smith - Janick Gers - Nicko McBrain |
| A turnê começou na América do Norte e na Europa como uma amostra do álbum que estaria para vir, após o lançamento, passou por diversos países, novamente com o Eddie Force One, com uma nova pintura. O Eddie aparece igual ao da capa do álbum The Final Frontier. Os shows no Japão foram cancelados por causa do terremoto que atingiu o país no ano, e o show no Chile foi gravado para o lançamento do álbum En Vivo!. |                                | |                 |                    |                                                                                             |
| 2012-2014 | Maiden England World Tour      | 21 de junho – 18 de agosto 2012(América do Norte) 27 de maio de 2013 - 4 de agosto de 2013 (Europa) 3 de setembro de 2013 - 17 de setembro de 2013 (América do Norte) 20 de setembro de 2013 - 2 de outubro de 2013 (América do Sul) 27 de maio de 2014 - 5 de julho de 2014 (Europa) | 100             | Maiden England     | - Steve Harris - Bruce Dickinson - Dave Murray - Adrian Smith - Janick Gers - Nicko McBrain |
| A última turnê do Iron Maiden começou em junho de 2012 e terminou em julho de 2014. Totalizando 100 shows, a banda passou pela América do Norte, Europa e América do Sul. O repertório teve ênfase no álbum Maiden England, sendo esta a última turnê baseada em álbuns antigos. |                                | |                 |                    |                                                                                             |
| 2016-2017 | The Book of Souls World Tour   | 24 de fevereiro - 4 de agosto de 2016 22 de abril - 22 de julho de 2017 | ?               | The Book of Souls  | - Steve Harris - Bruce Dickinson - Dave Murray - Adrian Smith - Janick Gers - Nicko McBrain |
| A próxima turnê do Iron Maiden será iniciada em fevereiro de 2016 e provavelmente se estenderá até 2017, divulgando seu último registro de estúdio, chamado The Book of Souls. A banda novamente voará a bordo do "Ed Force One", embora este seja agora um Boeing 747-400. |                                | |                 |                    |                                                                                             |
| 2018-2019 | Legacy Of The Beast World Tour | 26 de maio – 11 de agosto de 2018 18 de julho de 2019 - | ?               | -                  | - Steve Harris - Bruce Dickinson - Dave Murray - Adrian Smith - Janick Gers - Nicko McBrain |
| |                                | |                 |                    |                                                                                             |